# ワーズ・ワース
『ワーズ・ワース』 (WORDS WORTH) は、1993年7月22日にエルフより発売されたアダルトゲーム。および、それを原作として1999年8月25日に発売されたグリーンバニーのアダルトアニメ。
略称は『WW』。

## アダルトゲーム版

### 概要
DOS版制作当時のエルフにおける代表作『ドラゴンナイト』と『同級生』の開発チームが手を組んだことにより、当時のアダルトゲーム誌では話題となった作品である。
ゲームシステムや操作画面レイアウトに1人視点の4方向3DダンジョンRPGを採用した点に加え、物語序盤に理不尽とも受け取れるゲームバランス（ゲームを最初から開始した直後、絶対に勝てない強さの雑魚モンスターとエンカウントすることがあるようになっている）では『ドラゴンナイト』、アイコンクリック方式を採用して官能小説風のテキストで描写する過激なセックスシーンでは『同級生』の特徴が色濃く出ている。
シナリオは2部構成となっており、中盤で劇中の時間が20年経過して後半が始まる。それまで自分たち2つの部族を地上と地下に分かれさせて争わせていた諸悪の根源を主人公が倒し、2つの部族が1つに戻っていくという大団円を迎えた後には、主人公が各ヒロインとの個別エンドか、全ヒロインとのハーレムエンドを選択することになる。

### 移植
1997年頃、『野々村病院の人々』に引き続いて本作をセガサターン (SS) へ移植しようという企画が、エルフで立ち上がった。キャラクターデザインもDOS版から一新し、『ドラゴンナイト』のタイトルを借りた形（理由は不明）で、ゲーム雑誌にも勢揃いしたキャラクター付きの第一報がカラーページで掲載されたが、その後にセガが18禁枠を撤廃したため、企画は立ち消えとなった。開発途中だったデータは後述のWin95版として逆移植され、ようやく陽の目を見たという逸話が残っている。
1999年3月25日にはWin95へリメイク移植された。全キャラクターのデザイン変更（DOS版から引き継がれた点が皆無に等しい者もいる）、主人公以外のフルボイス化、ダンジョンや戦闘キャラクターのビデオカード能力に依存した360度方向移動と3DポリゴンCGへの変更、戦闘パートのリアルタイム化、後述のアダルトアニメ版スタッフによるオープニングムービーの追加などが施されたが、前述の経緯を経たことにより、セックス描写やそれにまつわるキャラクターの性格描写は大半がDOS版から削られている。また、シナリオの一部変更によってセックスシーンを削除された女性がいる一方、エンディングを追加されてヒロインへ格上げされた女性もいる。
2004年10月29日にはWin95版と同一の本編に番外編『ワーズ・ワースの人々』を追加した、XP版が発売された。
なお、XP版はWin95版がXP上で動作しなかったために制作されたという経緯を持つものの、前述のビデオカード能力に依存した変更による影響は依然として大きく、Star Forceプロテクトの互換性を含め、Vista以降ではまったく動作しない。パッチでは対応しきれない規模のプログラム修正が必要となるため、当時はVista以降に対応したパッケージの制作はおろか、XP版のダウンロード販売すら行われないままとなっていた。しかし、2017年6月16日にはエルフの消滅に伴って版権が移ったDMM GAMES.R18にて、XP版からの移植となるWindows 7/8.1/10対応版のダウンロード販売が開始されている。

### スタッフ
- シナリオ - 蛭田昌人
- DOS版キャラクターデザイン、原画 - 悠理愛
- Win95版&XP版キャラクターデザイン、原画 - りんしん
- 音楽 - 与猶啓至

### ストーリー
剣と魔法が一般的なこの世界には、地上に住む光の一族、地下に住む影の一族という2つの部族が存在する。互いを不可侵として平和な日々を送っていた彼らは、間に置かれているワーズ・ワースの石板と呼ばれるものを自分たちの守護神と定め、信奉していた。その石板には不思議な記号が記されているが、どちらの部族にもそれを読める者は存在しない。そんなある日、何者かがワーズ・ワースの石板を砕き、その破片を影の一族の住まう地下城の各所へばらまいてしまった。どちらも自分たちの仕業ではないと主張する両族は、ついには互いを犯人と決めつけると、長きに渡る熾烈な戦いを始めてしまう。
それから100年以上が経った現在、影の一族の王・ウォトシーカの息子である主人公の少年・アストラルは、父親から溺愛されて育ったために軟弱に青年に育ってしまった。友人たちと共に戦うことも許されず、いつも地下城の中心部で比較的非力なモグラやクモを相手にする退屈な日々を送り、婚約者である美女・シャロンにも歯痒さを通り越して見放されつつあった。強くなってシャロンに認められたいと思ったアストラルは、父親に気づかれないように、単身ダンジョンへと飛び込んでいった。
両族の激突などの紆余曲折を経た20年後、光の一族の王・ファブリスの側近であるメンザとウォトシーカの側近であるテッシオが、実は闇の使者という一つの存在であり、ワーズ・ワースの石板を砕いた真犯人であることが判明する。だが、出自が光の一族であるアストラルをシャロンと結ばせて両族の血を引く子を成させようとウォトシーカが考えていたうえ、彼の思惑とは関係なくアストラルと獣人の少女・ニーナの間に両族の血を引く娘・アリアドネが先に生まれていたことから、闇の使者の目論見は崩れることとなる。
メンザとテッシオは融合して正体を現すとウォトシーカを殺害し、両族の殲滅を目論む。しかし、両族の思いを背負って真の勇者となったアストラルは、激戦の末に闇の使者を打ち滅ぼす。ようやく平和が訪れ、アストラルがシャロンやニーナら彼に思いを寄せる女性たちに囲まれる中、ワーズ・ワースの石板のもとで和解した両族は新たな時代を歩み始めるのだった。

### 登場キャラクター
声優名はアダルトアニメ版のもの。Win95版やXP版は非公表。
以下の節で解説されるキャラクターに加え、本作以前のエルフ作品の脇役キャラクターたち（『同級生2』の西御寺有友や長岡芳樹など）が、内輪ネタを交えながら雑魚モンスター役としてカメオ出演している。

#### 影の一族
生物学的に人間とされる種だけではなく、獣人やモンスターとされる種も含め、構成されている。また、光の一族の何倍もの寿命を持つ。
アストラル
声 - 園村健
主人公。影の一族の王子。開発当時のエルフ作品の定番どおりに冴えない風体であるが、実戦に参加できない立場から婚約者のシャロンに認められたい一心で強くなることを志し、シナリオが進むに連れて頭角を現していく。また、いざという時に女性を惹きつける魅力や精力も絶倫であり、ニーナに娘のアリアドネを身籠らせることとなるセックスをはじめとして多彩な女性たちとのセックスやそれに次ぐセクシャルイベントを描いたシーンが散見されるほか、シャロン、ニーナ、ミューを3人まとめて妻としたDOS版のハーレムエンドでは彼女たちとの求愛が個別エンド以上に高まり、夜な夜な4Pで激しく愛し合う姿も描かれている。なお、Win95版やXP版のハーレムエンドではシャロン、ニーナ、デルタ、ミューを4人まとめて妻とするものの、求愛の高まりに反して5Pで激しく愛し合う姿は描かれていない。アダルトアニメ版の後日談ではDOS版のハーレムエンドと同様、一夫多妻の状況を受け入れたシャロン、ニーナ、ミューと共に生活している。
シナリオ後半では、前半の終盤でマリアから浴びせられた攻撃魔法の影響によって行方不明となった際に自らの名前を含めた記憶を失ったうえ、髪や髭も伸び放題に別人のような姿と化して自他共に正体を知らないままポルックスと名乗り、光の一族のもとでかつての同志との戦いへ身を投じる。そして、ニーナとの再会を経て記憶を取り戻した後、アリアドネと共に光と闇の両族へ真の平和をもたらすこととなる。
正体は、光の一族の勇者にして闇の使者によって殺害されたステファノ・ポルックスと、その妻にして夫の死と息子の行方不明を悲しんで自殺したマリア・ポルックスを両親に持つ、ミド・ポルックス。幼少時にウォトシーカによって誘拐され、自分の正体はおろか両親の死の真相すら知らないまま、影の一族の王子として育て上げられた。寿命が短い光の一族であるにもかかわらず影の一族と同様に長く生きていられるのは、ウォトシーカが授けた影のリングを常時離さず着けているためである。
シャロン
声 - 仲水里江
ヒロインの1人。DOS版では赤毛のストレートロングヘアに八重歯と長く尖った耳、Win95版以降では金髪のストレートロングヘアが特徴的な美女。凄腕の剣士で、アストラルの婚約者。ツンデレである一方、自分より強い男にしか興味を示さない性格。物語序盤は不甲斐ないアストラルに歯痒さを感じているが、彼の上達に伴って見直し始め、やがて本当の愛情を抱くようになる。Win95版やXP版ではアストラルとの過去が掘り下げられるなど、上記の性格よりも彼への想いが強調されている。
小説版では闇の使者に操られた末にウォトシーカに反乱を起こしたカイザーによってセクシーな下着を着るよう命令されるなどプライドを傷つけられるが、貞操の危機は免れたらしい。後に人格が破綻したカイザーによって連れ去られかけたところを、アストラルたちによって救出される。
DOS版ではアストラルとのセックスシーンが本編に存在せず、個別エンドやハーレムエンドのみに存在するが、Win95版やXP版ではエンドからも省かれた。しかし、アダルトアニメ版ではセックスシーンが物語終盤へ前倒しされており、前述の強調された想いも手伝ってアストラルと激しく愛し合いながら結ばれる姿が描かれる。その後、アストラルとニーナの間にアリアドネが生まれて久しいことを知ると、同じくそのことを知らなかったミューと共に目を丸くし、アストラルの妻の座を巡って彼女と火花を散らすこととなる。
番外編では、『野々村病院の人々』の主人公である海原琢磨呂とのセックスシーンが描かれている。
ニーナ
声 - 中野恵美
ヒロインの1人。猫系の獣人の少女。地下城の剣士訓練所で、受付係として働いている。アストラルには物語開始以前から一途な想いを寄せており、影の一族に彼への献身さで上回る者は存在しない。影の一族では珍しく、争いを好まない穏やかな性格。シナリオ前半ではアストラルに抱かれた後、物語の進行に伴って彼と離れ離れになってしまい、後半ではアストラルへの想いを糧に剣士として働きながら（ただし、戦闘力は皆無に等しい）、前半で彼に抱かれた際に身籠った娘のアリアドネを産み育てていたことが明かされるため、アストラルが記憶を取り戻すきっかけにもなる。
前述の一途さや献身さゆえにハーレムエンドにおけるアストラルへの独占欲はシャロンと同様に強いが、アリアドネがシャロンやミューにも日頃から分け隔てなく娘のように懐いているため、自分も一夫多妻の状況を受け入れてシャロンやミューと共にアストラルと愛し合うことを望む寛容さを見せている。
DOS版での髪色や服装は漫画『うる星やつら』のヒロイン・ラムのパロディーであるが、Win95版以降ではそれらがすべて払拭され、より獣人らしい容姿に変更された。
カイザー
声 - 沢田丈一
影の一族で最強の剣士。非常に高い実力を伴って非の打ち所が無く、金髪のキザな美青年であることにシャロンへの好意も手伝い、恋敵に当たるアストラルのことは蔑視している。シャロンがアストラルに選ばれなかった場合のみ、彼女と結ばれることとなる。
アダルトアニメ版では、前半の迎撃戦で活躍するもファブリスの剣技にはおよばず退却する。後半でも登場するもののアストラルとの一騎打ちにて敗北し、その後は不明。
小説版では闇の使者に操られた末にウォトシーカへの反乱を起こし、シャロンにセクシーな下着を着せて楽しむなど人格も変わってしまう。満を持してシャロンに手を出そうと考えていたが、倒したと思っていたウォトシーカが生存していることを知って驚愕し、シャロンに手を出せないまま彼女を連れて逃走を図った。闇の使者に操られた影響で人格も破綻してしまっていたらしく、その後は不明。
スタリオン
声 - 古本信也
アストラルの友人。馬系の獣人で、頭部は馬そのもの。「種牡馬」を意味する名前どおり、性欲の権化と言っても過言ではない。戦いの最中に光の一族の美女を捕らえては、強姦することが生き甲斐。
アダルトアニメ版では後半に入ると登場しなくなるが、後日談でエオリアと知り合い、戦争終結後に結婚したことが語られる。
ハイド
声 - 詩子
アストラルの友人。俊敏な体術を活かしての探索が得意だが、好戦的な者が多い影の一族にしては優し過ぎる性格が欠点。後にアストラルに感化され、発起して戦うようになるが、力およばず戦死してしまう。
カトラ
声 - 高島勉 / ゲーム - 高田べん
アストラルの友人。いわゆるスケルトンの騎士であるが、表情はコミカルで友達思いの性格。スタリオンと共に物語序盤のアストラルを思いやり、助言する。Win95版以降ではコミカルな要素が払拭され、よりスケルトンらしい容姿に変更された。
デルタ
声 - 詩子
シナリオ後半から登場。戦力としてはまったく役立たずであり、敵であろうと味方であろうとセックスの相手をさせられる役回りの美女。DOS版ではそれでしかなくコウモリ調のコスプレ姿であるが、Win95版以降ではサキュバス調の役回りが追加され、DOS版以上に露出度が高くほぼ別人に等しい姿へ変更された。また、Win95版やXP版ではポルックス（アストラル）への恋心や個別エンドも追加され、ヒロインへ格上げされている。
キャロット
声 -
妖精。他力本願な性格。アストラルたちの掌に乗るほど小さく、背中に羽を生やした少女の姿をしており、ウィリアムに狙われる。
ウォトシーカ
声 - 所沢隆士
影の一族の王で、アストラルの父。常に玉座に腰掛けて戦いの行方を見据えながら、息子を溺愛するあまり心配に明け暮れている。物語終盤で、逆上した闇の使者によって殺害される。
アダルトアニメ版では、戦争の裏で暗躍する第三勢力の影を感じながら活躍する名将として描かれている。シナリオ後半の終盤までアストラルの生存を知らないため、遭遇したリタに彼の代わりの子を産ませようと考え、倒したその場で強引にセックスを行う。
小説版では生存しており、闇の使者の策略や彼らに操られたカイザーの行動をある程度見抜いたうえ、自らの死を偽装する。闇の使者が表舞台へ出てきた後に再登場し、アストラルたちの危機を救う。
テッシオ
声 - 長嶋聡一
ウォトシーカの側近。いかにも小悪党といった様子を漂わせながら、常に玉座の横で控えている。正体は闇の使者の分身。物語終盤で同じく闇の使者の分身であったメンザと融合し、正体を現す。
ワイス
声 -
アストラルにさまざまな助言を与えてくれる、気さくな老人。DOS版では男（ワイスじいさん）だが、Win95版やXP版では女（ワイスばあさん）。
アリアドネ
声 - 河山佳乃
シナリオ前半でニーナがアストラルに抱かれた際に身籠り、後半で産み育てていた幼い娘。前述したようにアストラルの正体が光の一族であるため、アリアドネは光の一族と影の一族の血筋を共に継いでおり、終盤で重要な存在となる。
ニーナ以上に穏やかな性格。アダルトゲーム版ではニーナの個別エンドで両親と共に幸せそうに暮らす姿のほか、ハーレムエンドでシャロンやミューにも日頃から分け隔てなく娘のように懐いているうえ、DOS版のそれでは彼女たちと共に母がアストラルとの4Pを堪能する寝室の彼方にて自分はスヤスヤと眠る姿が描かれている。また、アダルトアニメ版では後日談でアストラルと母たちがいつまでも仲良く暮らしていくことを願うなど、心優しい面も描かれている。

#### 光の一族
影の一族と違い、生物学的に人間とされる種のみで構成されている。寿命は現実世界の人間と同じ。
マリア
声 - 芳田愛姫
女魔導師。容姿こそ男の目を惹く淑やかな美女だが、侮ると痛い目を見る実力の持ち主。生真面目かつ潔癖で、争いを好まない性格。ファブリスの娘となっているが、本当の両親は異端者として抹殺された神父夫妻。マリアの名も母から与えられた指輪（それもアストラルの母の形見である）に刻まれた名前からファブリスが推測したもので、本名は別にある。
DOS版ではシナリオ前半で囚われの身となった際、牢内で手足の自由を奪われた状態でアストラルに強姦され、処女を奪われる（アダルトアニメ版では破瓜の痛みに声を上げたうえ、アストラルに膣内射精をされたことが示唆されており、そのことを特に嫌悪して前半終了間際に激怒する）。後半では前半での美貌をほぼそのままに成長してミューの母となっているが、誰との間に彼女を授かったのかは不明となっている。
小説版では最終的にアストラルへのわだかまりを払拭し、彼とシャロンたちの新居でアストラルに媚薬を盛ろうと目論むなど、ヒロインの1人へ格上げされている。また、シャロンとはアストラルとの仲を巡って実年齢差（小説版の完結時点でマリアは40歳未満、シャロンは170歳以上）を挙げて張り合う姿すら描かれる。
ダルク
声 -
精悍で勇敢な女剣士。しかし、名乗りのわりには貧弱で、アストラルにも歯が立たない。シルヴァーナに協力して再戦を挑むが、やはり歯が立たずに倒され、DOS版ではその場で2人とも彼に抱かれてしまう。
シルヴァーナ
声 - 山野美々
男言葉を使う強気でお転婆な女剣士。最強と名乗る割には弱くアストラルにも歯が立たないうえ、媚薬を飲むと貪欲な性癖が露わになる。
ダルクと組んでアストラルに再戦を挑むが、やはり歯が立たずに倒され、DOS版ではその場で2人とも彼に抱かれてしまう。OVA版では序盤に囚われ、捕虜として性的な拷問を受けていた。全裸で拘束されて吊るされたままオークたちに身体を弄ばれ、様々なサイズの張り型で秘所を犯されて度重なる拷問に観念し、オークに犯されていたところをマリアによって救出される。
サブリナ
声 -
女騎士。剣の腕前はそれなり。シナリオ前半で影の一族から受けた拷問の影響から、後半では何かに付けて拷問を行いたがるようになる。鉄火肌をしているが、地黒ではなく戦闘行動中の日焼けによるもの。
ペルシャ
声 -
サブリナの部下を務める女剣士。戦いには向かない穏やかな性格で、ほぼいじめられ役専門となっている。Win95版以降ではペルシア。
ベルベル
声 -
妖艶かつ淫乱な女魔導師。キノコを使った魔法を好むが、その副作用を解除するために行なったアストラルとのセックスが原因で、老化が極端に遅くなってしまう。
クラブ
声 - 陶山章央
トラップの名人。大口叩きの小悪党。ゴーレムを使ってハイドを殺したことから、アストラルに斬殺される。
ノーマン
声 -
剣士。かなりの見栄っ張り。必殺技はかめはめ波のパロディー。エポの彼氏。
エポ
声 -
褐色の肌の女剣士。シナリオ前半では豪気さと淑やかさの二面性を持つが、剣の腕前は彼氏のノーマン共々いま一つ。後半では剣士を引退し、道具屋に転職する。
DOS版での容姿はテレビアニメ『ふしぎの海のナディア』のヒロイン・ナディアのパロディー（会話の内容にも、そのことをうかがわせる要素が含まれている）であるが、Win95版やXP版ではパロディー色をすべて払拭した容姿に変更された。
ミュー
声 - 山野美嶺
ヒロインの1人。マリアの娘で魔法使い。髪色こそ異なるものの、母譲りの美貌に穏やかな性格を併せ持つ。その寛容さはニーナ以上であり、シナリオ後半の開始直後にはまだ記憶喪失中の不審者でしかないアストラルを、水浴び中に命を助けられた縁からファブリスへ紹介することでポルックスとして光の一族へ身を置かせたり、物語終盤でアストラルがハーレムエンドを望んだ場合は他のヒロインたちが困惑する中、いち早く同意するほどである。また、アストラルとのセックスも含めていざという時には大胆な行動に出るうえ、内に秘められた魔力は闇の使者との最終決戦時に重要となる。
アダルトアニメ版では、ポルックスに出会った当初に強引なセックスで抱かれてもなお一途な想いを寄せていく。その想いは、ポルックスの正体がアストラルであることを知っても変わらなかったうえ、彼とニーナの間にアリアドネが生まれていたことを知ってなお、アストラルの妻の座を巡ってシャロンと火花を散らすほどである。
どの媒体でも父が誰なのかは不明となっている。
ベガ
声 -
ダルクの娘。美貌と性格と剣の腕前は母譲りだが、結婚願望は非常に強い。DOS版では剣士だったが、Win95版以降では弓使いに変更されたうえ、ポルックスとのセックスシーンが削られている。
エオリア
声 -
シルヴァーナの娘。美貌と性格は完璧に母譲り。それと同様に剣の腕前も母譲りだが、媚薬を飲まされると、母以上に貪欲な性癖が露わとなる（ただし、Win95版以降では未遂に終わる）。
リタ
声 - 千代
サブリナの娘。戦いには消極的で、非常に臆病な性格。剣の腕前も母に大きく劣り、光の一族では最弱に等しい。母と同じ鉄火肌も、こっそり日光浴で日焼けしたもの。
Win95版以降では強がる表情こそ見せるものの、最弱さは変わらない。アダルトアニメ版ではポルックスとの共闘中に彼と離れ離れになった後、遭遇したウォトシーカに戦いを挑むも敗れ、その場での強引なセックスをきっかけに彼へ惚れ込んでしまう。
アルゴ
声 -
剣士。金への執着心が強く、戦いの目的もそれ。将来は商売人になるのが夢。
リゲル
声 -
剣士。女への執着心が強く、戦いの目的も影の一族の女性を手籠めにすること。特にデルタに執着する。
ファブリス
声 - 藤木郁也
カイザーやシャロンも敵わない一族最強の実力を持つ、熟年の剣士。しかし、性格はどこか間が抜けており、ウィリアムの小物ぶりを見抜けずにいる。シナリオ前半の終盤で実力を上げたアストラルに片腕を斬り落とされ、後半では剣士を退いて王座に就いている。アダルトアニメ版では、シャロンを強姦しようとして鎧や衣服を切り裂いて裸に剥くが、犯そうとした直前にアストラルに阻止される。
ウィリアム
声 -
ファブリスの息子で、ミューの婚約者。甘やかされ放題の弱虫であるうえ、実力も皆無で虚勢を張るため、人望もまったく無い。また、ロリコンの気がある。ミューがアストラルに選ばれなかった場合のみ、彼女と結ばれることとなる。
メンザ
声 - 長田雄裕
ファブリスの側近。テッシオ同様の怪しい雰囲気を持つ。正体は闇の使者の分身。物語終盤で同じく闇の使者の分身であったテッシオと融合し、正体を現す。

## ワーズ・ワースの人々
『野々村病院の人々』とのクロスオーバー番外編。
シナリオは2部構成になっており、前編は『野々村病院の人々』の主人公である海原琢磨呂が『ワーズ・ワース』の世界を、後編は『ワーズ・ワース』のヒロインの1人であるシャロンが『野々村病院の人々』の世界をそれぞれ巡る。ゲームシステムは前編が『ワーズ・ワース』、後編が『野々村病院の人々』に準拠している。
なお、XP版のパッケージ原画も含めて描き下ろし部分のシャロンは『ワーズ・ワース』本編とはやや異なる絵柄で描かれているが、これはWin95版から5年が経過したことで、りんしんの絵柄が変化していたためである。また、パッケージ版ではXP版でのみプレイ可能だったが、ダウンロード販売版では本編に同梱されており、メニュー画面からプレイ可能となっている。

## アダルトアニメ版

### 概要（アニメ）
アダルトゲーム版と同名タイトルで、Win95への移植に合わせてのアニメ化となった。キャラクターデザインはWin95版準拠となっているが、アニメ化の決定時期が移植の決定以前であることやWin95版より過激なセックス描写、後述の後日談の内容などからも、シナリオはDOS版を下敷きとしたことがうかがえる。また、シナリオの再構築によってセックス描写を追加された女性がいるうえ、とある人物らのつながりが補完されており、アダルトゲーム版を知る者にも楽しめる内容となっている。
VHS/LD/DVDで発売。本編5巻+外伝2巻の全7巻。各巻30分。
- VOL.1 - 「光と影の伝説」
- VOL.2 - 「神々の戯れ」
- VOL.3 - 「伝説の剣士」
- VOL.4 - 「光、影そして闇」
- VOL.5 - 「煌めきの果て」
- 外伝 前編 - 「奔流の中で…」
- 外伝 後編 - 「怒涛の中へ…」

2001年にはVOL.1からVOL.5までを80分に再編集した『総集編』と、DVD3枚にノーカットで再収録した『スペシャルコレクションDVD-BOX』、2002年には『外伝』2巻、2003年には全7巻の単品廉価版が発売された。そのうち、『スペシャルコレクションDVD-BOX』には5分の新作映像としてコメディタッチの後日談（DOS版におけるハーレムエンドに相当）が収録されている。
2005年12月23日には、ハピネット・ピクチャーズより総集編のUMD版が発売された。
2009年12月18日には、『スペシャルコレクションDVD-BOX』の再発売版『PREMIUM COLLECTORS VERSION』が発売された。
2012年7月20日には、MS PICTURESより全7巻をDVD2巻に分けて収録した『ワーズ・ワース Ultimate Pack 01』『ワーズ・ワース Ultimate Pack 02』が発売された。VOL.4は前半が『01』、後半が『02』に収録されている。
2022年2月25日には、ショーテンヴィンテージより全7巻をBD1枚に収録した『Words Worth Blu-ray Archive BOX SPECIAL EDITION』が発売された。その後、同マスターを本編と外伝に分けて用いた配信版が、FANZA独占で2023年12月8日と同年12月22日にそれぞれ発売されている。

### スタッフ（アニメ）
- 原作 - エルフ「ワーズ・ワース」
- 企画 - 金木怪男、天地悠大
- プロデューサー - 雅太郎、越中おさむ、Show隈部（外伝）
- スーパーバイザー - Dr.POCHI
- 監督 - ふくもとかん（VOL.1 - 5、総集編）、富井恒（外伝）
- 脚本 - 杜野幼青
- 絵コンテ - ふくもとかん（VOL.1、VOL.2、VOL.4、VOL.5、総集編）、杜野幼青（VOL.3、外伝）
- 演出 - 土支田一香（外伝）
- キャラクターデザイン - りんしん、秋野空（外伝）
- 作画監督 - りんしん（VOL.1 - 5、総集編）、秋野空（外伝）
- 美術監督 - 池端茂（VOL.1 - 5、総集編）、佐藤正行（外伝）
- 色彩設計 - 宮川はれみ（VOL.1 - 5）、野口稔（外伝）、中田亮大（総集編）
- 撮影監督 - 森口洋輔（VOL.1 - 5、総集編）、長谷川洋一（外伝前編）、植田慎也（外伝後編）
- オフライン編集 - 闇黒堂蠧魚（総集編）
- 音響監督 - 岩田靖弘（VOL.1 - 5、総集編）、響楽士（外伝）
- 音楽 - 修羅徹
- アニメーション制作 - アームス
- アニメーション制作協力 - スタジオ九魔（外伝）
- 製作 - グリーンバニー

## 出版物

### 書籍
エルフ監修公式ゲームガイド
発行 - 辰巳出版 / 初版 - 1993年12月20日
発行当時のエルフ作品の特集本。本作についてもDOS版の特集や攻略を掲載。
ワーズ・ワース 完全ガイド
発行 - 辰巳出版 / 初版 - 1999年7月 / ISBN 9784886414076
Win95版のムック本。
ワーズ・ワース パーフェクト・ファイルズ
発行 - 辰巳出版 / 初版 - 2001年3月 / ISBN 9784886415844
アダルトアニメ版のムック本。

### 小説
アダルトアニメ版のノベライズ。すべて著者は三井秀樹2P、発行はケイエスエス。
1. ワーズ・ワース 影の一族（前篇） - 2001年10月1日初版 ISBN 9784877095352
2. ワーズ・ワース 影の一族（後篇） - 2001年12月1日初版 ISBN 9784877095598
3. ワーズ・ワース 光の一族（前篇） - 2002年5月1日初版 ISBN 9784877095673
4. ワーズ・ワース 光の一族（後篇） - 2002年8月1日初版 ISBN 9784877095802
5. ワーズ・ワース 完結篇 - 2002年11月1日初版 ISBN 9784877095819

## 反響

### アダルトゲーム版への反響
後年にエルフが発売した『この世の果てで恋を唄う少女YU-NO』に参加した音楽家の高見龍は、本作の作風について「善悪の存在を先に見せながらも、プレイヤーにその実在性を問うたり、人間の愚かしさを見せる皮肉めいたブラックユーモアを物語のどんでん返しとして仕掛けるため、嫌味にならず、わかりやすい」とニュースサイト・AUTOMATONの Koji Fukuyamaとのインタビューの中で述べている。また、高見はインタビュアーのFukuyamaの「結末がはっきりしすぎていて物足りない」という意見に対して理解を示しており、「どんでん返しがクライマックスに位置するため、エンディングまでの間にもう一山あればよかったのに」とも話している。